# 曹玘
曹玘（?—?），真定府灵寿县（今河北省石家庄市灵寿县）人。北宋大臣，曹彬之子。
曹玘官至尚书虞部员外郎。其女为宋仁宗的慈圣光献皇后。景祐元年（1034年）十一月二十二日，曹玘晋升为特進、太傅、兼侍中。妻子長安縣君馮氏为徐國太夫人。曹玘去世后，至和元年（1054年）六月十三日，追封為東海郡王。治平四年（1067年），宋神宗即位。二月十三日，追赠曹玘太師、尚書令兼中書令、韓王，馮氏韓國太夫人。熙寧元年（1068年）十二月十二日，追赠曹玘越王；馮氏越國太夫人。熙宁四年（1071年）九月二十一日，追赠曹玘魏王；馮氏魏國太夫人。熙宁七年（1074年）十二月三日，追赠曹玘燕王；馮氏陳國太夫人。熙宁十年（1077年）十二月十一日，追赠曹玘秦王；馮氏夏國太夫人。最后追赠吴王，谥号安僖。

## 子女
- 曹皇后
- 曹佾
- 曹傅，荣州（今四川省荣县）刺史，谥恭怀。